# Needmore (contea di Bailey)
Needmore è una comunità non incorporata degli Stati Uniti d'America della contea di Bailey nello Stato del Texas.

## Geografia fisica
Nello Stato del Texas, quattro piccole comunità condividono il nome "Needmore", di cui due si trovano nella regione del Llano Estacado. Needmore (contea di Terry) si trova circa 55 miglia (89 km) a sud-est di Needmore (contea di Bailey). Entrambe sono comunità agricole rurali con sgranatrici di cotone.
Needmore (contea di Bailey) si trova poco più ad est del centro della contea, circa 13 miglia (21 km) a sud di Muleshoe, il capoluogo della contea, e 6 miglia (10 km) a nord del Muleshoe National Wildlife Refuge. Si trova all'incrocio tra la Texas State Highway 214 e la Farm Road 298 tra le piccole comunità di Baileyboro ad ovest e Circle Back ad est.
Il terreno che circonda Needmore è costituito da pianure piane che in passato erano coperte da vegetazione di prati. Oggi, ad eccezione del Muleshoe National Wildlife Refuge, la prateria di corteccia è stata sostituita da un coltivato arato, dove vengono coltivati cotone, sorgo e frumento invernale. A sud e ad ovest di Needmore sono presenti numerosi laghi poco profondi chiamati "playas". La maggior parte di questi possiedono acqua per un breve periodo di tempo dopo che la pioggia poi si asciuga e rimane asciutto per lunghi periodi. Alcune delle grandi saline offrono un importante rifugio per il volo migratorio tra Canada e Messico, come decine di migliaia di gru canadesi.